# Arnia nervosalis
Arnia nervosalis is een vlinder uit de familie Grasmotten (Crambidae), uit de onderfamilie van de Spilomelinae. De wetenschappelijke naam van deze soort is voor het eerst voorgesteld door Achille Guenée in een publicatie uit 1849.
De soort komt voor in Zuid-Frankrijk (ook Corsica), Spanje (ook de Balearen en de Canarische Eilanden), Portugal, Sardinië, Sicilië, Malta, Marokko, Tunesië, Algerije, Israël, Jordanië en Iran.